# ポルシェ・ドッペルクップルング
ポルシェ・ドッペルクップルング（Porsche-doppelkupplung 、PDK）は、ポルシェにおけるデュアルクラッチ式オートマチックトランスミッションの名称である。
ポルシェのシステムではトランスミッションシャフトが2本あり、1本には奇数段のギア、もう1本には偶数段のギアを配してある。クラッチはそれぞれの先端に設けられており、2本のシャフトを交互に使用する。変速操作は当初レバー操作であったが後にスイッチ操作になった。クラッチ操作は機械が受け持つ。

## レースでの開発
元々は1970年代初頭に917を手がけていたフェルディナント・ピエヒの元に持ち込まれたアイデアであった。その後しばらく手つかずであったが、1980年代に入ってポルシェとアウディで復活し、その際ポルシェ側の名称としてPDK=「ポルシェ・ドッペルクップルング」が使用された。
最初にテストをされたのは1983年秋のキャラミ1000kmであったが、このときはあまりにシフトチェンジが遅く、レース本番前に一般的なトランスミッションに換装された。また初期の製品では大型の油圧システムを必要とし通常のトランスミッションより約40 kgも重く、システムが複雑で信頼性が不充分であり常に数人の技術者が見守る必要もあった。
使用して初めて完走したレースは1985年のブランズ・ハッチ1000kmで、このときはペースだけでいえばワークスカーの2台よりPDK仕様の方が速かったという。
1986年、962Cに搭載される段階になる頃にはトランスミッションケースをマグネシウム合金とし約20 kgの軽量化に成功、一般のトランスミッションとの重量差を約25 kgにした。またコンピュータの進歩によりまた各ギアをレッドゾーン直前の8,200 rpmで自動的にシフトアップする制御スケジュールで変速時の伝達ロスがなく、またスロットル開度も含めてエンジンとの協調制御も導入され、手動よりはるかに短時間での変速が可能になった。このシステムはシャシナンバー962-008に搭載され、1986年のル・マン24時間レースにも出走し、ドイツ国内選手権スーパーカップはPDK装着車両が主力で走り1987年にはハンス＝ヨアヒム・スタックがタイトルを獲得するなど、実戦を通して効果が確認された。アンチロック・ブレーキ・システムとセットでの使用も考えられていたが、コストが相当にかさみ、重量過多もあり、継続的な使用は見送られた。
ポール・フレールによると962C-PDKは動きがギクシャクし、そのままではとても市販できなかったという。ノルベルト・ジンガーも「トラブルも多くて、他の開発作業にも支障が出た。市販車に投入する予定だったから、商業的理由で（宣伝のために）使っただけ」と発言している。

## 市販車への導入
21世紀に入ってポルシェは再び開発に取り組んだ。
2008年に911カレラに導入されたのが最初の市販車への採用であり、当初から好評を博した。デビュー当初から一般的なトルクコンバータ + 遊星歯車式オートマチックトランスミッションより60 %短い変速時間を達成し、燃費も向上していた。
2009年にはボクスターとケイマンにオプション設定され、パナメーラでは2009年の発表当初から3モデル全てに標準搭載された。
2013年時点ではポルシェ市販車の大多数がPDK搭載車となり、当時レースカーのベースカーとして最高峰モデルの911GT3はMT仕様がなくPDKのみであった。それだけでなくフォルクスワーゲンやアウディを含むフォルクスワーゲングループを中心に、量産車に広く使われているデュアルクラッチトランスミッションの源流はPDKにある。